# Babylonische ballingschap

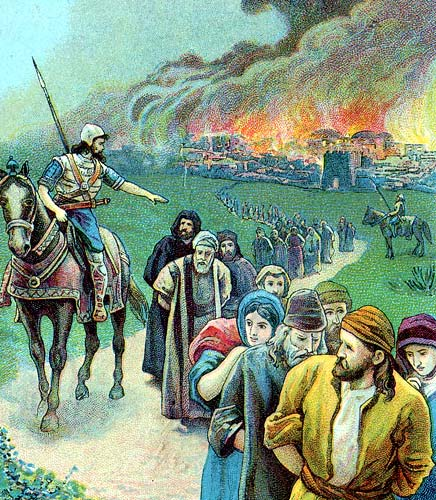
De Joden weggevoerd in ballingschap, zoals verbeeld in een christelijk geïnspireerde afbeelding uit 1905

De Babylonische Ballingschap verwijst naar de ballingschap van de Joden in Babylon in de 6e eeuw v.Chr. Deze ballingschap begon met een deportatie na de inname van Jeruzalem in 597 v.Chr. door de Babyloniërs onder Nebukadnezar II, de tweede deportatie na de verwoesting van de tempel van Jeruzalem in 587 v.Chr. en mogelijk een derde deportatie (naar Egypte) in 582 v.Chr., na de moord op de gouverneur Gedalja. Dit was het begin van de later talloze Joodse gemeenschappen die permanent buiten Juda woonden, wat de Joodse diaspora wordt genoemd.
De Joden mochten in Babylon hun geloof blijven belijden en hadden betrekkelijke vrijheid. In 538 v.Chr. werd Babylon door de Perzen veroverd en werd het de Joden toegestaan terug te keren naar Juda. Het boek Ezra verhaalt hierover. De Babylonische ballingschap is voor het jodendom een zwarte periode waarin evenwel het merendeel van hun heilige schriften tot stand is gekomen.

## Gebeurtenissen
Sinds het begin van de 8ste eeuw v.Chr. was het koninkrijk Juda een vazalstaat van het machtige Assyrische Rijk. Na de dood van Assurbanipal (627 v.Chr.) herwon Judea zijn onafhankelijkheid. Assyrië werd omvergeworpen door het Nieuw-Babylonische Rijk, een Assyrische provincie met een eigen roemrijke geschiedenis (zie Oud-Babylonische Rijk). Egypte onder Psammetichus I steunde de Assyriërs en veroverde de Levant tot aan de Eufraat in Syrië. Babylon voerde een tegenaanval uit, waarbij in 609 v.Chr. Josia, de koning van Juda, werd gedood, hoewel de omstandigheden onduidelijk zijn. De Slag bij Karkemish (605 v.Chr.) was een beslissende overwinning voor Babylon. Juda werd onderhorig aan Babylon, Nebukadnezar II liet een groep jongens van Joodse adel overbrengen voor dienst aan zijn hof (Daniël 1-2).
In de daarop volgende jaren formeerden zich twee partijen aan het hof in Jeruzalem: een pro-Egyptische en een pro-Babylonische.
In 599 v.Chr. had de pro-Egyptische kliek de bovenhand en Juda kwam in opstand tegen Babylon. In reactie hierop belegerde Nebukadnezar II van Babylon Jeruzalem. Jojakim, de koning van Juda, stierf in 598 v.Chr., terwijl het beleg nog voortduurde. Hij werd opgevolgd door zijn zoon Jojachin, die acht of achttien was. De stad viel ongeveer 3 maanden later op 2 adar (16 maart) 597 v.Chr. en Nebukadnezar plunderde Jeruzalem en de Eerste Joodse Tempel en nam Jojachin, zijn hofhouding en andere vooraanstaande burgers (inclusief de profeet Ezechiël) mee naar Babylon. Sedekia, de broer van Jojakim, werd tot koning benoemd, maar de ballingen in Babylon bleven Jojachin als hun rechtmatige vorst beschouwen.
Ondanks de ernstige bezwaren van Jeremia en de anderen van de pro-Babylonische kliek kwam Sedekia in opstand tegen Babylon en ging een bondgenootschap aan met farao Hophra van Egypte. Nebukadnezar kwam terug, versloeg de Egyptenaren en belegerde Jeruzalem opnieuw. De stad viel in 587 v.Chr., Nebukadnezar verwoestte de stadsmuren en de tempel, samen met de huizen van de belangrijkste burgers. Sedekia werd blind gemaakt en werd, samen met vele anderen, naar Babylon gevoerd. Juda werd een provincie van Babylon, genaamd Jehud (Jehud is de Babylonische naam voor het Hebreeuwse "Jehuda" (Juda), waarmee een eind kwam aan het onafhankelijke koninkrijk Juda.
Babylon stelde Gedalja, een autochtone Judeeër, aan als eerste gouverneur. Hij riep de vele Joden die naar omringende landen waren gevlucht, zoals Moab, Ammon en Edom, op om terug te keren en nam maatregelen om het land naar voorspoed te doen terugkeren. Enige tijd hierna - het is niet duidelijk wanneer, maar waarschijnlijk 582 v.Chr. - vermoordde een nakomeling van de koninklijke familie Gedalja en zijn Babylonische adviseurs. Ten gevolge hiervan zocht een stroom vluchtelingen veiligheid in Egypte. Hierdoor waren er rond het midden van de zesde eeuw v.Chr twee belangrijke Joodse gemeenschappen: één in Babylon en één in Egypte.
Volgens Bijbelboek Ezra (en het ongedeelde boek Ezra-Nehemia) eindigde de ballingschap in 538 v.Chr. toen de Pers Cyrus II de Grote Babylon veroverde.
Een andere interpretatie stelt dat de ballingschap eindigde toen Cyrus in 538 v.Chr. het "Edict van Cyrus" uitvaardigde, dat de Joden toestond naar Jeruzalem, dat ook tot het Perzische Rijk behoorde, terug te keren. Weer een andere interpretatie stelt dat de ballingschap eindigde met de terugkeer van Zerubbabel de Vorst van Juda (zo genoemd omdat hij een afstammeling van koninklijk bloed was) en Jozua de hogepriester (een afstammeling van de lijn van vroegere hogepriesters van de tempel) en de bouw van de Tweede Joodse Tempel in de periode 520 - 515 v.Chr.
De Babylonische ballingschap had een aantal gevolgen voor het judaïsme en de Joodse cultuur, zoals veranderingen in het Hebreeuwse alfabet, de Joodse kalender en fundamentele gewoonten en gebruiken binnen de Joodse religie. Deze periode kende het laatste hoogtepunt van Bijbelse profetie in de persoon van Ezechiël, gevolgd door de opkomst van de centrale rol van de Thora in het Joodse leven.
De Joden kregen aan het eind van de ballingschap de eerder uit de tempel geroofde schatten terug, zodat ze die bij hun terugkeer konden meenemen.

### Tabel
Onderstaande tabel is gebaseerd op "Israel in exile: the history and literature of the sixth century BCE" van Rainer Albertz. Licht afwijkende dateringen zijn mogelijk.
| Jaar           | Gebeurtenis |
| -------------- | --- |
| 609 v.Chr.     | Dood van Josia |
| 609-598 v.Chr. | Regering van Jojakim (hij volgde Joachaz op, die Josia opvolgde, maar slechts 3 maanden regeerde)                                                                 |
| 598/7 v.Chr.   | Regering van Jojachin (regeerde 3 maanden). Beleg en val van Jeruzalem. Eerste deportatie, 16 maart 597 v.Chr.                                                    |
| 597 v.Chr.     | Nebukadnezar II van Babylon plaatst Sedekia op de troon |
| 594 v.Chr.     | Sedekia neemt deel aan een anti-Babylonische samenzwering met Apriës, farao van Egypte (in de Bijbel Hophra of eenvoudig Farao genoemd)                           |
| 589 v.Chr.     | Begin van het beleg van Jeruzalem (winter 589 / 588 v.Chr.) |
| 588 v.Chr.     | Pauze in het beleg van Jeruzalem (vroege zomer 588 v.Chr.) |
| 587 v.Chr.     | Verwoesting van Jeruzalem en tweede deportatie (juli / augustus 587 ( / 586 / 585) v.Chr.)                                                                        |
| 582 v.Chr.     | Moord op Gedalja, de door de Babyloniërs aangestelde gouverneur van Jehud (een Babylonische provincie) Veel Joden vluchten naar Egypte, mogelijk derde deportatie |
| 562 v.Chr.     | Vrijlating van Jojachin na 37 jaar in een Babylonische gevangenis; hij blijft in Babylon                                                                          |
| 538 v.Chr.     | Perzen veroveren Babylon (oktober) en de Levant. Jehud wordt Jehud Medinata (een Perzische provincie).                                                            |
| 538 v.Chr.     | Het "Edict van Cyrus" staat Joden toe terug te keren naar Jeruzalem                                                                                               |
| 520-515 v.Chr. | Terugkeer van vele Joden naar Jehud onder Zerubbabel en de hogepriester Jesua Fundamenten van de Tweede Tempel worden gelegd                                      |

## Relatieve vrijheid
De Joden in Babylon mochten daar wel hun geloof blijven belijden en genoten binnen hun isolement een betrekkelijke vrijheid. Zij maakten daar dan ook gebruik van om zich mentaal, religieus en politiek te organiseren en hun identiteit te bevestigen. Toen is waarschijnlijk het Hebreeuws alfabet ontstaan. De joodse intelligentsia kwam er in aanraking met het Zoroastrisme en voelde zich daarin gestaafd tot haar eigen opvatting van het monotheïsme. Gedurende deze tijd kwam het merendeel van de joodse heilige schriften tot stand, die alle gecentreerd waren rond het exclusieve geloof in de ene God JHWH, anders dan de alom heersende religieuze praktijken in de wijde omgeving en in het thuisland, waarmee zij al eerder in botsing waren gekomen.

## Context
Dit alles gebeurde in een periode waarin meerdere volken op zoek waren naar bevestiging van hun identiteit. Ook in Babylon zelf werd een geheel nieuwe mythologie geschreven, met de uitgesproken vechtlustige en mannelijke stormgod Marduk aan het hoofd van het pantheon. Hij is trouwens geen onbekende in de Bijbel waar naar hem uitdrukkelijk als Merodach wordt verwezen. En aan de westkust van Anatolië schreef een eeuw eerder een ander volk in wording, het Griekse, zijn Ilias, het mythisch symbolisch verhaal rond de machtsstrijd om het strategisch gelegen Troje dat nog door voorloopsters van de Amazonen zou zijn gesticht.
Het is een kritische periode geweest waarin de politieke, sociale en religieuze omstandigheden een enorme invloed hadden op de verdere geschiedenis van de hellenistische, de joodse en de christelijke wereld.